# واتارو نوغوشي
واتارو نوغوشي (باليابانية: 野口航) هو لاعب كرة قدم ياباني، ولد في 18 يناير 1996 في أويتا في اليابان. لعب مع Giravanz Kitakyushu ‏.

## وصلات خارجية
- واتارو نوغوشي على موقع رابطة كرة القدم اليابانية للمحترفين (اليابانية)
- واتارو نوغوشي على موقع قاعدة بيانات كرة القدم.إي يو (الإنجليزية)
- واتارو نوغوشي على موقع Soccerway.com (الإنجليزية)
- واتارو نوغوشي على موقع عالم كرة القدم.نت (الإنجليزية)